# Cratichneumon merucapitis
Cratichneumon merucapitis är en stekelart som först beskrevs av Heinrich 1968.  Cratichneumon merucapitis ingår i släktet Cratichneumon och familjen brokparasitsteklar. Inga underarter finns listade i Catalogue of Life.